# Badoda
Badoda é uma cidade e um município no distrito de Sheopur, no estado indiano de Madhya Pradesh.

## Demografia
Segundo o censo de 2001, Badoda tinha uma população de 15 672 habitantes. Os indivíduos do sexo masculino constituem 53% da população e os do sexo feminino 47%. Badoda tem uma taxa de literacia de 48%, inferior à média nacional de 59,5%; com 67% para o sexo masculino e 33% para o sexo feminino. 19% da população está abaixo dos 6 anos de idade.